# 1602 год
1602 (ты́сяча шестьсо́т второ́й) год  по григорианскому календарю — невисокосный год, начинающийся во вторник. Это 1602 год нашей эры, 2‑й год 1‑го десятилетия XVII века 2‑го тысячелетия, 3‑й год 1600‑х годов. Он закончился 423 года назад.
| Пн | Вт | Ср | Чт | Пт | Сб | Вс |
|    | 1  | 2  | 3  | 4  | 5  | 6  |
| 7  | 8  | 9  | 10 | 11 | 12 | 13 |
| 14 | 15 | 16 | 17 | 18 | 19 | 20 |
| 21 | 22 | 23 | 24 | 25 | 26 | 27 |
| 28 | 29 | 30 | 31 |    |    |    |

| Пн | Вт | Ср | Чт | Пт | Сб | Вс |
|    |    |    |    | 1  | 2  | 3  |
| 4  | 5  | 6  | 7  | 8  | 9  | 10 |
| 11 | 12 | 13 | 14 | 15 | 16 | 17 |
| 18 | 19 | 20 | 21 | 22 | 23 | 24 |
| 25 | 26 | 27 | 28 |    |    |    |

| Пн | Вт | Ср | Чт | Пт | Сб | Вс |
|    |    |    |    | 1  | 2  | 3  |
| 4  | 5  | 6  | 7  | 8  | 9  | 10 |
| 11 | 12 | 13 | 14 | 15 | 16 | 17 |
| 18 | 19 | 20 | 21 | 22 | 23 | 24 |
| 25 | 26 | 27 | 28 | 29 | 30 | 31 |

| Пн | Вт | Ср | Чт | Пт | Сб | Вс |
| 1  | 2  | 3  | 4  | 5  | 6  | 7  |
| 8  | 9  | 10 | 11 | 12 | 13 | 14 |
| 15 | 16 | 17 | 18 | 19 | 20 | 21 |
| 22 | 23 | 24 | 25 | 26 | 27 | 28 |
| 29 | 30 |    |    |    |    |    |

| Пн | Вт | Ср | Чт | Пт | Сб | Вс |
|    |    | 1  | 2  | 3  | 4  | 5  |
| 6  | 7  | 8  | 9  | 10 | 11 | 12 |
| 13 | 14 | 15 | 16 | 17 | 18 | 19 |
| 20 | 21 | 22 | 23 | 24 | 25 | 26 |
| 27 | 28 | 29 | 30 | 31 |    |    |

| Пн | Вт | Ср | Чт | Пт | Сб | Вс |
|    |    |    |    |    | 1  | 2  |
| 3  | 4  | 5  | 6  | 7  | 8  | 9  |
| 10 | 11 | 12 | 13 | 14 | 15 | 16 |
| 17 | 18 | 19 | 20 | 21 | 22 | 23 |
| 24 | 25 | 26 | 27 | 28 | 29 | 30 |

| Пн | Вт | Ср | Чт | Пт | Сб | Вс |
| 1  | 2  | 3  | 4  | 5  | 6  | 7  |
| 8  | 9  | 10 | 11 | 12 | 13 | 14 |
| 15 | 16 | 17 | 18 | 19 | 20 | 21 |
| 22 | 23 | 24 | 25 | 26 | 27 | 28 |
| 29 | 30 | 31 |    |    |    |    |

| Пн | Вт | Ср | Чт | Пт | Сб | Вс |
|    |    |    | 1  | 2  | 3  | 4  |
| 5  | 6  | 7  | 8  | 9  | 10 | 11 |
| 12 | 13 | 14 | 15 | 16 | 17 | 18 |
| 19 | 20 | 21 | 22 | 23 | 24 | 25 |
| 26 | 27 | 28 | 29 | 30 | 31 |    |

| Пн | Вт | Ср | Чт | Пт | Сб | Вс |
|    |    |    |    |    |    | 1  |
| 2  | 3  | 4  | 5  | 6  | 7  | 8  |
| 9  | 10 | 11 | 12 | 13 | 14 | 15 |
| 16 | 17 | 18 | 19 | 20 | 21 | 22 |
| 23 | 24 | 25 | 26 | 27 | 28 | 29 |
| 30 |    |    |    |    |    |    |

| Пн | Вт | Ср | Чт | Пт | Сб | Вс |
|    | 1  | 2  | 3  | 4  | 5  | 6  |
| 7  | 8  | 9  | 10 | 11 | 12 | 13 |
| 14 | 15 | 16 | 17 | 18 | 19 | 20 |
| 21 | 22 | 23 | 24 | 25 | 26 | 27 |
| 28 | 29 | 30 | 31 |    |    |    |

| Пн | Вт | Ср | Чт | Пт | Сб | Вс |
|    |    |    |    | 1  | 2  | 3  |
| 4  | 5  | 6  | 7  | 8  | 9  | 10 |
| 11 | 12 | 13 | 14 | 15 | 16 | 17 |
| 18 | 19 | 20 | 21 | 22 | 23 | 24 |
| 25 | 26 | 27 | 28 | 29 | 30 |    |

| Пн | Вт | Ср | Чт | Пт | Сб | Вс |
|    |    |    |    |    |    | 1  |
| 2  | 3  | 4  | 5  | 6  | 7  | 8  |
| 9  | 10 | 11 | 12 | 13 | 14 | 15 |
| 16 | 17 | 18 | 19 | 20 | 21 | 22 |
| 23 | 24 | 25 | 26 | 27 | 28 | 29 |
| 30 | 31 |    |    |    |    |    |

## События
- 1507—1622 — Португало-персидская война. Ряд вооружённых конфликтов между колониалистской Португалией и вассальным Ормузом, с одной стороны, и Сефевидской империей, поддерживаемой англичанами, с другой[1].
  - Персидская армия изгнала португальцев из Бахрейна[1].
- 1511—1641 — Малайско-португальская война. Вооружённый конфликт XVI-XVII веков, в котором Малаккский султанат при поддержке империи Мин, Голландской Ост-Индской компании (с 1607) и Джохора безуспешно сопротивлялся Португальской империи, стремившейся захватить Малакку и установить контроль над торговлей между Индией и Китаем[2].
- 1566—1609 — первый этап Нидерландской буржуазной революции (Восьмидесятилетняя война). Религиозно-идеологическая, политическая и социально-экономическая борьба Семнадцати провинций за независимость от испанского владычества[3].
  - 1601—1604 — осада Остенде[4].
- 1585—1604 — Англо-испанская война[5].
  - 1593—1603 — Девятилетняя война. Вооружённый конфликт между вождями ирландских кланов и английскими оккупационными войсками в Ирландии[6].
- 1593—1604 — Долгая война (Тридцатилетняя война)[7].
  - 2 октября—14 ноября — осада Буды[7].
- 1595—1603 — Восстание Кара-Языджи и Дели-Хасана. Крестьянское антифеодальное восстание в Османской империи[8].
- 1600—1611 — Польско-шведская война[9].
  - 25 марта—17 мая — осада Феллина[10].
  - 30 мая—30 сентября — первая осада Вейсенштейна (вторая 1604 год)[10].
- 1601—1604 — Осада испанцами Остенде (Фландрия).
- 1601—1602 — Аббас I завершает военный поход по завоеванию Бахрейнских островов.
- 1601—1602 — португальцы теряют Бахрейн, завоёванный иранскими войсками Аббаса I[11].
- 1601—1661 — Голландско-португальская война. Вооружённый конфликт, в котором голландские Ост-Индская и Вест-Индская компании воевали по всему миру против Португальской империи[12].
  - 20 марта — Генеральные штаты Голландии утвердили договор об образовании Ост-Индской компании в результате слияния шести торговых компаний. Компании на 21 год предоставлено монопольное право торговли в Индийском и Тихом океанах.
- 1602—1603 — выступления крестьян и казаков в окрестностях Гомеля, Речицы, Быхова, Орши, Мстиславля.
- Июнь — битва при Балхе. Сражение между армиями аштарханида Баки Мухаммада и Сефевидов во главе с шахом Аббасом I, состоявшееся около города Балх[13].
- 31 июля — казнь во Франции заговорщика — маршала Бирона.
- Ночь 11—12 декабря — Женевская эскалада. Савойский герцог Карл Эммануил I попытался захватить Женеву, произошла важнейшая для города битва, в которой савойцы потерпели поражение. Ежегодно женевцы отмечают этот день как «праздник Штурма» или «Эскалады»[14].
- Выступление горожан в Цзиндэчжэне (Цзянси).
- Торговый договор английского капитана Ланкастера с султаном Аче. На обратном пути Ланкастер встретил и ограбил португальский корабль.
- Поход на Килию: яицкие казаки на 30 чайках и отбитых у турок галерах разбили турецкую эскадру.
- Окончание строительства резиденции канцлера Великого княжества Литовского Льва Сапеги в городе Ружаны.

## Русское государство
Царствование: 1598—1605 — Борис Фёдорович Годунов
- 1598—1613 — Смутное время[15].
- 1601—1603 — Восстание Хлопка[16].
- 31 июля — Борис Годунов совершил богомольный поход в Симонов монастырь, где погружался в иордань на праздник Происхождения Честного и Животворящего Креста Господня[17].
- Август — Борис Годунов из Симонова монастыря отправился в единственный богомольный поход в Николо-Угрешский монастырь[17].
- Лето — по указанию царя, представительное посольство встречает датского герцога Ганса (Ханса, Иогана) у русской границы[18].
  - Сентябрь — Борис Годунов принимает в Москве датского герцога Ганса, жениха царевны Ксении Годуновой[19].
  - Октябрь — внезапная смерть датского герцога Ганса (см. июль 1603 года)[18].
- Князья Пегой орды ездили в Москву и получили российское подданство[20].
- Крымский хан Гази II Гирей подтвердил русско-крымский мирный договор 1594 года[21].
- Русское государство вошло в сношения с Тосканой и Флоренцией[22].
- 1601—1605 — Романов Иван Никитич, находящийся в ссылке в г. Пелым, 28 мая (7 июня) переведён в Нижний Новгород, а затем, по-видимому в село Клины Юрьев-Польского уезда[23].
- Борис Годунов посылает несколько молодых людей учиться за границу[22].
- Пожалован окольничеством: Годунов Иван Иванович[24].
- Пожалован боярством: Голицын Василий Васильевич[25], Годунов Семён Никитич[24].
- Местничество: Пильемов Юрий Григорьевич и Лыков Фёдор Иванович[26].
- Обнаружена и стала обустраиваться новая дорога между городами Верхотурье и Туринск[20].
- 1601—1603 — Великий голод в России[16].
  - В Русском царстве летом произошли природные катаклизмы — температура опускалась ниже нуля, ледостав на Москве-реке, снег выпал в начале осени.

### Руководители приказов
| Года      | Приказ             | Ф,И,О главы               | Примечания |
| --------- | ------------------ | ------------------------- | ---------- |
| 1596-1603 | Казанского дворца  | Власьев Афанасий Иванович |            |
| 1601-1606 | Посольский приказ  | Власьев Афанасий Иванович |            |
| 1598-1605 | Конюшенный приказ  | Годунов Дмитрий Иванович  | Боярин     |
| 1598-1605 | Большого дворца    | Годунов Степан Васильевич | Боярин     |
| 1598-1605 | Аптекарский приказ | Годунов Семён Никитич     | Боярин     |
| 1601-1602 | Дмитровский судный | Годунов Никита Васильевич | Окольничий |

## Начало правления
См. также: Список глав государств в 1602 году

## Наука и искусство
- В Англии впервые введён в употребление термин «стенография»

## Родились

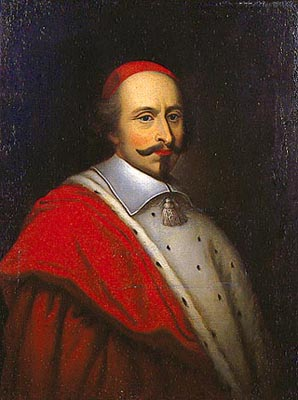
Джулио Мазарини

См. также: Категория:Родившиеся в 1602 году
- 20 ноября — Отто фон Герике, немецкий физик, инженер и философ.
- Пер Браге Младший — шведский военный и политический деятель, из шведской ветви рода Браге.
- Вильгельм V — ландграф Гессен-Касселя в 1627—1637 годах из Гессенского дома.
- Изабелла Французская — французская принцесса, первая жена Филиппа IV, королева Испании и Португалии.
- Франческо Кавалли — итальянский композитор.
- Афанасий Кирхер — немецкий учёный-энциклопедист и изобретатель.
- Уильям Лоуз — английский композитор и музыкант, младший современник Шекспира, один из основоположников английской музыки барокко
- Джулио Мазарини — церковный и политический деятель и первый министр Франции в 1642—1650 и 1651—1661 годах. Заступил на пост, по протекции королевы Анны, после смерти кардинала Ришельё.
- Мария Агредская — испанская монахиня Ордена непорочного зачатия, духовная писательница.
- Роберваль, Жиль — выдающийся французский математик, астроном и физик.
- Филипп де Шампань — французский художник эпохи барокко.
- Клод де Л’Этуаль — французский поэт и драматург.

## Скончались

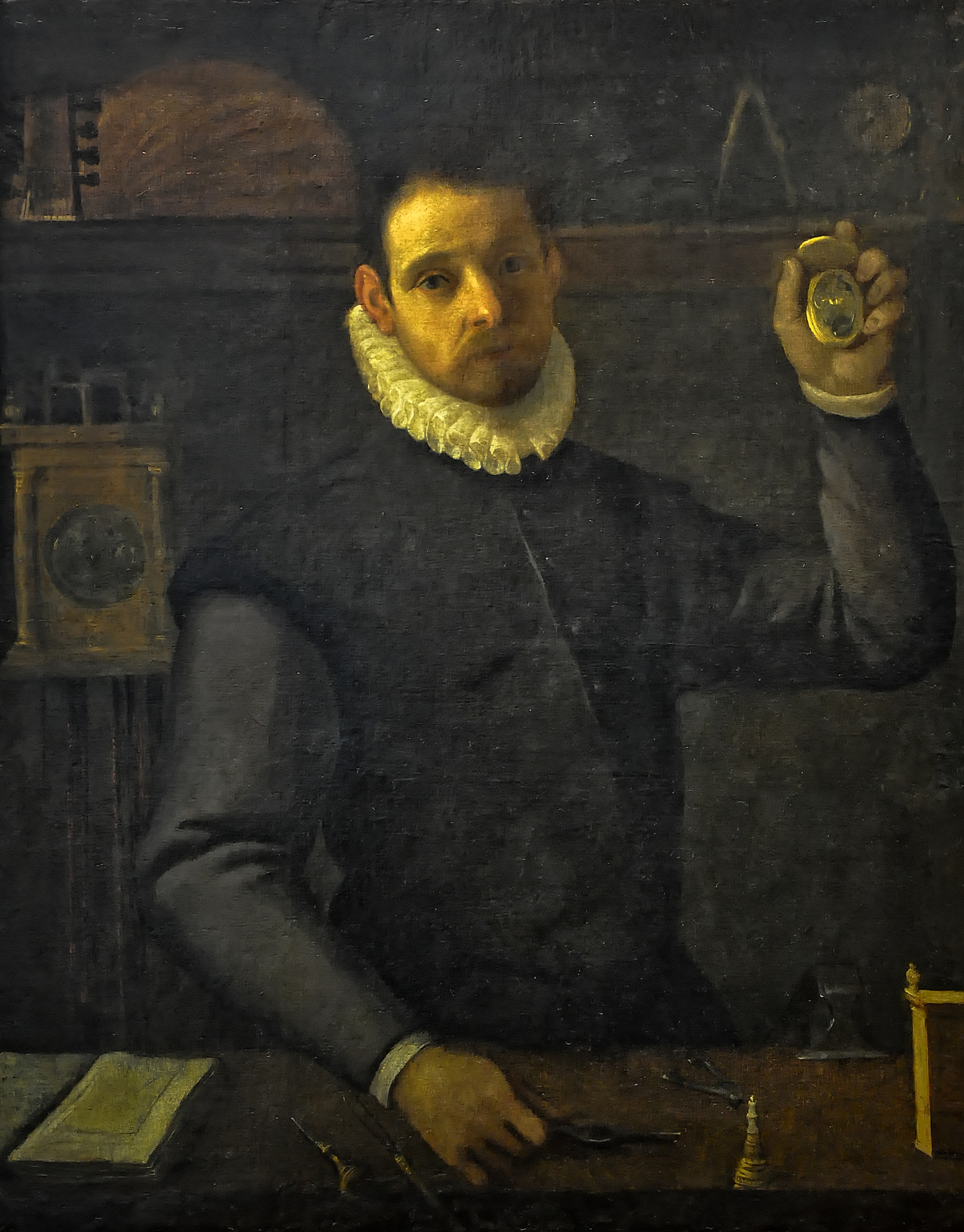
Агостино Карраччи

См. также: Категория:Умершие в 1602 году
- 30 июня (10 июля) — Годунов Иван Васильевич, видный русский военноначальник и боярин (с 1584)[24].
- Абу-л Фазл Аллами — визирь Великого Могола Акбара, автор «Акбар-наме», переводчик Библии на фарси. Брат придворного поэта Фейзи Дакани.
- Джакомо Делла Порта — итальянский архитектор.
- Ии Наомаса — японский военный деятель, один из главных сподвижников Токугава Иэясу.
- Эмилио де Кавальери — итальянский композитор, органист, танцор и хореограф эпохи позднего Ренессанса.
- Агостино Карраччи — итальянский живописец и гравёр, брат Аннибале Караччи.
- Хуан де Фука — испанский мореплаватель греческого происхождения.